# Forteresse de Žrnov
La forteresse de Žrnov (en serbe cyrillique : Тврђава Жрнов ; en serbe latin : Tvrđava Žrnov) était une forteresse médiévale serbe située sur le mont Avala, sur l'actuel territoire de la ville de Belgrade en Serbie.

## Présentation
Au sommet du mont Avala, les Romains construisirent un avant-poste qui fut plus tard occupé par les Serbes. Les Ottomans prirent possession des lieux et le fort fut agrandi et renforcé dans la perspective d'attaquer Belgrade.
Les vestiges des fortifications furent dynamités en 1934 de façon à déblayer le site du monument au Héros inconnu du mont Avala, sculpté par Ivan Meštrović.